# احسان یارشاطر
احسان‌الله یارشاطر (۱۴ فروردین ۱۲۹۹ – ۱۰ شهریور ۱۳۹۷) مورخ، بنیان‌گذار و سرویراستار دانشنامهٔ ایرانیکا، بنیان‌گذار مرکز مطالعات ایران‌شناسی و استاد بازنشستهٔ مطالعات ایرانی در دانشگاه کلمبیا بود.
یارشاطر دانش‌آموختهٔ دورهٔ دکتری رشته زبان و ادبیات فارسی در دانشگاه تهران و نیز دانش‌آموختهٔ دورهٔ دکترا زبان‌شناسی ایرانی در دانشکدهٔ مطالعات شرقی و آفریقایی دانشگاه لندن بود. او از شاگردان ایرانیِ والتر هنینگ و مری بویس به‌شمار می‌آید. او نخستین ایرانی است که پس از جنگ جهانی دوم در ایالات متحده آمریکا به مرتبهٔ استادی رسید. از آغاز دهه ۱۹۷۰ میلادی نزدیک به ۴۰ ویراستار و ۳۰۰ نویسنده از سراسر آمریکا، اروپا و آسیا با یارشاطر همکاری داشته‌اند. یارشاطر ویراستاریِ مجلد سوم از تاریخ ایران کمبریج را هم بر عهده داشته و سرویراستار شانزده جلد کتاب تاریخ ادبیات فارسی است. یارشاطر در سال ۲۰۱۵ جایزه بیتا را دریافت کرد.

## زندگی

### کودکی

یارشاطر در کودکی

احسان‌الله یارشاطر در ۱۲ فروردین ۱۲۹۹ برابر با ۱ آوریل ۱۹۲۰ میلادی در یک خانوادهٔ بهایی اهل کاشان در همدان زاده شد. (در قدیم بهاییان کاشان و همدان مراوده داشتند)  او خردسالی تا شش سالگی در همدان زندگی کرد. پدرش «هاشم»، بازرگانی بود که به امور دنیوی توجه نداشت و حواسش مشغول مذهب بود. مادرش «روحانیه میثاقیه» ( از خانواده میثاقیه) در زمان خود زنی مترقی بود. زبان انگلیسی می‌آموخت و با صدایی گیرا مناجات می‌خواند. به‌همین دلیل به گردهمایی‌های بهاییان دعوت می‌شد. در همدان او ابتدا به مدرسه آلیانس یهودیان فرانسوی و سپس به مدرسه تأیید بهائیان رفت و تا کلاس دوم تحصیل کرد. شش سال بعد، در سال ۱۳۰۵ یا ۱۳۰۶ به دلیل شغل پدرش به کرمانشاه رفتند. پس از دو سال و نیم (حدود هشت سالگی) از آنجا به تهران رفتند. وضع مالی پدر او خوب نبود و اجاره‌نشین بودند. پدر او که از طرفداران زبان اسپرانتو بود کمی اسپرانتو به احسان آموخت. چنان‌که وقتی مادرش برای زیارت به حیفا سفر کرده‌بود به فارسی و اسپرانتو برایش نامه نوشت. در کلاس هفتم بود که مادرش به دلیل مرض کلیه و یک سال بعد پدرش به دلیل سینه‌پهلو درگذشتند. یارشاطر خود در بزرگسالی هیچ پیوندی با آیین بهایی نداشت.
احسان یک خواهر (نورانیه) و دو برادر (اسماعیل و رضوان الله) داشت که پس از مرگ پدر و مادر، هرکدام از آنها به یکی از خویشان سپرده شدند. احسان دو سال نزد دایی خود (عبدالمیثاق میثاقیه) زندگی کرد. در همین زمان، به‌گفتهٔ خودش دو بار سعی کرد با خوردن تریاک خودکشی کند. اما دیگران به موضوع پی برده و مانع این کار شدند. همبازی‌های او در این دوره پسردایی‌هایش به نامهای مهدی و هدایت بودند.
خواهر او نورانیه در سال ۱۳۶۰ در تهران کشته شد.

### جوانی

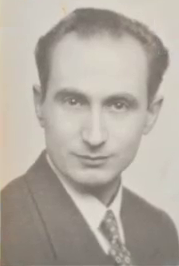
یارشاطر در جوانی

یارشاطر در پانزده سالگی خانهٔ دایی را ترک کرد و با پشتوانهٔ مالی اندکی که برادر بزرگ‌ترش در اختیار او نهاده‌بود به وزارت معارف رفت و از رئیس بازرسی آن‌جا درخواست مساعدت جهت ادامهٔ تحصیل کرد. او می‌گوید: «گفتم که می‌خواهم تحصیل کنم، ولی امکانات و وسایلش را ندارم. پدر و مادرم فوت کرده‌اند و کسی مسئول زندگی من نیست». از آنجا که «قانون تأسیس دانشسراهای مقدماتی» در همان سال تصویب شده بود و نخستین کلاس در همان محل مؤسسه بود، یارشاطر به دانشسرا معرفی شد. اما چون گواهی پایان کلاس نهم نداشت دانشسرا او را ثبت نام نکرد؛ ولی به درخواست یارشاطر به او شش ماه مهلت دادند و او توانست گواهی کلاس نهم را بگیرد. در نتیجه، به ادامهٔ تحصیل پرداخت و در نهایت، تحصیلات متوسطه را در دبیرستان‌های تربیت و شرف و سپس، دانشسرای مقدماتی به پایان رسانید. پس از آن به خاطر امتیاز در امتحانات دانشسرای مقدماتی، بورس تحصیلی گرفت و به دانشگاه تهران رفت. 

### تحصیل دانشگاهی
یارشاطر در رشتهٔ زبان و ادبیات فارسی دانشکده ادبیات و علوم انسانی دانشگاه تهران ثبت نام کرد و در سال ۱۳۲۱ خورشیدی موفق به دریافت مدرک کارشناسی شد. سپس در دبیرستان علمیه تهران به آموزگاری پرداخت و یک سال بعد به دعوت حسین گونیلی به معاونت دانشسرای مقدماتی تهران منصوب شد. در همان سال ۱۳۲۱ در مقطع دکترا رشته ادبیات زبان فارسی نام‌نویسی کرد و رسالهٔ دکترای خود را با عنوان «شعر فارسی در نیمهٔ دوم قرن نهم» در سال ۱۳۲۶ با راهنمایی علی‌اصغر حکمت به پایان برد. پس از گرفتن درجهٔ دکترا در سال ۱۳۲۶ به دانشیاری زبان و ادبیات فارسی در دانشکده الهیات دانشگاه تهران برگزیده شد؛ ولی در همان سال بورس یک ساله‌ای از شورای فرهنگی بریتانیا برای ادامهٔ مطالعه در رشتهٔ آموزش و پرورش دریافت کرد و به انگلستان رفت. پس از آشنایی با والتر هنینگ به‌جای آموزش و پرورش، به پژوهش در زمینهٔ زبان‌های باستانی ایران پرداخت. ابراهیم پورداوود از استادان و از مشوقین وی برای مطالعهٔ ادبیات و زبان باستانی ایران بود. یارشاطر در لندن، نزد هنینگ و مری بویس زبان‌های باستانی ایران را فراگرفت. در سال ۱۳۳۱ از دانشگاه لندن درجهٔ کارشناسی ارشد و در سال ۱۳۳۹ درجهٔ دکترا گرفت. موضوع رسالهٔ وی تحت عنوان «زبان تاتی جنوبی» دربارهٔ این بود که زبان مردم آذری زبان تاتی بوده است. دفاعیهٔ دکترا وی طبق قرار قبلی، در مسکو و همزمان با تشکیل کنگرهٔ خاورشناسی ۱۹۶۰ با شرکت هنینگ، امیل بنونیست و ایلیا گرشویچ برگزار شد.

### بازگشت به ایران

احسان یارشاطر به همراه ایرج افشار و سید حسن تقی‌زاده

در سال ۱۳۳۲ پس از بازگشت به ایران به سمت «دانشیاری کرسی زبان اوستا و فارسی باستان» منصوب شد و تا سال ۱۳۳۷ در این سمت باقی ماند. پس از بازنشسته‌شدن ابراهیم پورداوود، جایگاه استادی او «فرهنگ ایران باستان» به یارشاطر واگذار شد. ضمناً به دعوت پرویز خانلری به همکاری با مجلهٔ سخن پرداخت و مدت کوتاهی در غیاب خانلری ادارهٔ قسمتی از سال پنجم آن را به عهده داشت.

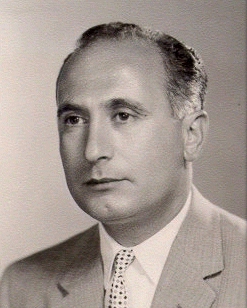
یارشاطر در دههٔ ۱۳۳۰

### بنگاه ترجمه و نشر کتاب
یارشاطر پس از آنکه آگاه شد در ترکیه ۶۰۰ اثر برگزیدهٔ ادبیات غربی برگردان و چاپ شده‌اند موسسه‌ای برای برگردان و نشر ادبیات غربی و جهان در ایران راه‌اندازی کرد. با توجه به کمبود برگردان‌های منظم و درخور اعتماد از آثار ادبی عمدهٔ جهان، با کمک اسدالله علم که در آن زمان رئیس املاک و مستغلات پهلوی بود، در سال ۱۳۳۳ بنگاه ترجمه و نشر کتاب را بنیان نهاد. حوزهٔ فعالیت بنگاه به‌تدریج گسترش یافت و علاوه بر ادبیات خارجی، مجموعه نوشته‌های فارسی، ایران‌شناسی، آثار فلسفی، ادبیات برای جوانان، خواندنی‌های کودکان و آئینهٔ ایران و چند مجموعهٔ دیگر در آن بنگاه چاپ و منتشر شد. بنگاه برای نخستین‌بار اصول تهذیب و ویراستاری را در برگردان‌ها معمول کرد. در مجموعهٔ نوشتارهای فارسی، متن انتقادی عده‌ای از آثار شعر و نثر فارسی به طبع رسید و در مجموعهٔ ایران‌شناسی، برگردان عدهٔ زیادی از آثار خاورشناسان غربی و نیز مورخان اسلامی دربارهٔ ایران به فارسی برگردان شدند و نخستین بار مجموعه‌های جداگانه‌ای برای دانش‌آموزان و کودکان منتشر شدند. او از همان ابتدا شرط عدم دخالت دربار در این بنگاه را با اسدالله علم در میان گذاشت.

### کانون پرورش فکری کودکان و نوجوانان
پس از تأسیس هیئت امنای کانون پرورش فکری کودکان و نوجوانان احسان یارشاطر به عضویت این هیئت درآمد. به گفتهٔ لیلی امیرارجمند مدیر کانون، نام کانون پرورش فکری کودکان و نوجوانان را احسان یارشاطر برای این مؤسسه پیشنهاد داده است.

### ایرانیکا
در سال ۱۳۴۷ به پیشنهاد یارشاطر و با بودجه ۲ میلیون دلاری سازمان برنامه و بودجه ایران کار تدوین دانشنامه ایرانیکا آغاز شد. پس از انقلاب ۱۳۵۷ بودجه ایرانیکا قطع شد و با تلاش‌های یارشاطر بنیاد ملی علوم انسانی آمریکا عهده‌دار هزینه‌های ایرانیکا شد. احسان یارشاطر برای تأمین هزینه‌های ایرانیکا بخشی از مجموعه آثار تاریخی خود را به ارزش ۳ میلیون دلار آمریکا به فروش رساند که بعضی از این آثار اکنون در موزه متروپولیتن نیویورک هستند.

### مرکز ایران‌شناسی
در نیویورک مرکز ایران‌شناسی را بنیاد نهاد. او کتابخانهٔ سعید نفیسی را خرید و همراه با کتابخانهٔ خودش به این مرکز بخشید. یارشاطر در آمریکا تلاش کرد تا آثار کلاسیک ادبیات ایران به زبان‌های غربی و ژاپنی برگردان شوند.

## درگذشت
یارشاطر شنبه ۱۰ شهریور ۱۳۹۷ در کالیفرنیا درگذشت.

## آثار

### کتاب‌ها
- ابن سینا، الاشارات والتنبیهات. برگردان احسان یارشاطر. تهران: انجمن آثار ملی ایران، ۱۳۳۲.
- ابن سینا، پنج رساله. ویرایش احسان یارشاطر. تهران: انجمن آثار ملی، ۱۳۳۲.
- یارشاطر، احسان. شعر فارسی در عهد شاهرخ. تهران: مؤسسه انتشارات دانشگاه تهران، ۱۳۳۴.
- یارشاطر، احسان. داستان‌های شاهنامه. تهران: انتشارات صندوق مشترک ایران-امریکا، ۱۳۳۶. (برندهٔ جایزهٔ یونسکو در سال ۱۹۵۹)
- یارشاطر، احسان. داستان‌های ایران باستان. تهران: انتشارات صندوق مشترک ایران-امریکا، ۱۳۳۶. (بهترین کتاب سال در سال ۱۳۳۸)
- یارشاطر، احسان. نقاشی نوین. ۲ ج. تهران: امیرکبیر، ۱۳۴۴.
- یارشاطر، احسان. برگزیدهٔ داستان‌های شاهنامه. ج۱، تهران: بنگاه ترجمه و نشر کتاب، ۱۳۵۳.

- Yarshater, Ehsan& W.B. Henning (eds.). A Locust's Leg: Studies in Honour of S.H. Taqizadeh. London, 1962.
- Yarshater, Ehsan. A Grammar of Southern Tati Dialects, Median Dialect Studies I. The Hague and Paris, Mouton and Co. , 1969.
- Yarshater, Ehsan. Iran Faces the Seventies (ed.). New York, Praeger Publishers, 1971.
- Yarshater, Ehsan & D. Bishop (eds.). Biruni Symposium. New York, Center for Iranian Studies, Columbia University, 1976
- Yarshater, Ehsan & David Bivar (eds.). Inscriptions of Eastern Mazandaran, Corpus Inscriptionem Iranicarum. London, Lund and Humphries, 1978.
- Yarshater, Ehsan & Richard Ettinghausen (eds.). Highlights of Persian Art. New York, Bibliotheca Persica, 1982.
- Yarshater, Ehsan. Sadeq Hedayat: An Anthology (ed.). New York, Bibliotheca Persica, 1979.
- Yarshater, Ehsan. Cambridge History of Iran, Vol. III: Seleucid, Parthian and Sassanian Periods (ed.). Cambridge, Cambridge University Press, 1982.
- Yarshater, Ehsan. Persian Literature (ed.). New York, State University of New York Press, 1988.
- Yarshater, Ehsan. History of Al-Tabari: Volumes 1-40 (ed.). New York, State Univ of New York Press, 2007.

.